# Новоромановка (Симферополь)
Новорома́новка (укр. Новороманівка, крымскотат. Novoromanovka, Новоромановка) — село, вошедшее в состав Симферополя, располагавшееся на юго западной окраине города, западнее шоссе Симферополь — Севастополь — сейчас микрорайон Новоромановка.

## История
Впервые Новоромановка встречается в Статистическом справочнике Таврической губернии 1915 года, согласно которому на хуторе товарищества Ново-Романовка (при деревнях Бор-Чокрак и Ягмурча) Подгородне-Петровской волости Симферопольского уезда числился 21 двор с русским населением без приписных жителей, но со 162 — «посторонними», из которых 77 мужчин и 85 женщин. Жители владели 450 десятинами удобной земли. В хозяйствах имелось 80 лошадей, 2 вола, 30 коров и 20 голов мелкого скота. После установления в Крыму Советской власти, по постановлению Крымревкома от 8 января 1921 года была упразднена волостная система и село включили в состав вновь созданного Подгородне-Петровского района Симферопольского уезда, а в 1922 году уезды получили название округов. 11 октября 1923 года, согласно постановлению ВЦИК, в административное деление Крымской АССР были внесены изменения, в результате которых был ликвидирован Подгородне-Петровский район и образован Симферопольский и село включили в его состав. Согласно Списку населённых пунктов Крымской АССР по Всесоюзной переписи 17 декабря 1926 года, в селе Ново-Романовка, Бор-Чокракского сельсовета Симферопольского района, числилось 70 дворов, из них 29 крестьянских, население составляло 178 человек, из них 144 болгарина, 30 русских, 4 украинца, действовала болгарская школа.
В 1944 году, после освобождения Крыма от фашистов, согласно Постановлению ГКО № ГКО-5984сс, болгары Ново-Романовки были депортированы в Пермскую область и Среднюю Азию. 12 августа 1944 года было принято постановление № ГОКО-6372с «О переселении колхозников в районы Крыма» и в сентябре 1944 года в район приехали первые новоселы (214 семей) из Винницкой области, а в начале 1950-х годов последовала вторая волна переселенцев из различных областей Украины. С 25 июня 1946 года Новоромановка в составе Крымской области РСФСР, а 26 апреля 1954 года Крымская область была передана из состава РСФСР в состав УССР. Включено с состав города, согласно справочнику «Крымская область. Административно-территориальное деление на 1 января 1968 года», в период с 1954 по 1968 годы при этом в «Справочнике административно-территориального деления Крымской области на 15 июня 1960 года» Новоромановка не числится.